# Karl-Gunnar Norén
Karl-Gunnar Norén (f. 1943) är en författare, bokförläggare och militärhistorisk skribent och har bland annat skrivit Slaget om Normandie 1944 och El Alamein 1942: vändpunkten i Nordafrika under andra världskriget.